# 聲音商標
聲音商標（Sound branding）是用來加深對品牌印象的聲音。聲音商標對被瞄準的消费者來說，現在正以強而有力的聲音記憶，逐漸的成為一則消息的表達法。

## 声音标志
声音标志是屬於聲音商標的一種，與jingle、品牌音樂和一連串的品牌題材。一个声音标志是一支很短的特別曲調或聲音其他商務的序列，主要被安置在廣告的開頭或結尾。声音标志也可以與視覺商標等值，其他商標的兩個類型的組合被用于強制執行品牌的公認。一個優秀例子是T-Mobile商標和铃声(由Lance Massey作曲)。
声音标志在某些產品上會給顧客產生印象。曲調是聲音最難忘的序列，這是因為當曲調開始時，人便自動想到結尾。一個合理的商標的最基本的質量是獨特、難忘、和靈活。
以下為一些著名的例子：
- 英特爾的「Intel inside」。(MP3 （页面存档备份，存于）)
- 諾基亞之歌
- 二十世纪福斯电影开场曲
- 苹果机开机音乐
- 全国广播公司三声钟声
- 麦当劳“i'm lovin' it”广告配乐
- 恒源祥，羊羊羊
- 中国国际广播电台台呼
- 中央人民广播电台《小喇叭》开始曲
- 央视《新闻联播》开始曲
- 太阳神集团企业主题曲《当太阳升起的时候》开头旋律
- 腾讯QQ消息提示音“嘀嘀嘀嘀嘀嘀”
- 喇叭牌正露丸广告配乐
- 宝马的广告结尾配乐
- 維士比電視廣告口號「福氣啦」

## 其他形式的聲音商標
聲音商標包含許多的戰術來表达組織或產品身分(是什麼組織，並且由什麼代表)、提高顧客產品或服務的經驗、或者延伸組織與它顧客的關係。
創造品牌經驗和使用聲音也在區域的聲音商標之內。創造的表达品牌精華和靈魂的聲音商標的經驗機會是可能的。Bentley馬達最近看通过替换所有內部機械聲音創造品牌經驗用來為他們在中國的GT汽車創造了聲音。
聲音商標可以經由手機、ATM、筆記型電腦、PDA、以及其他不計其數的聲響設計設備使其改進用戶經驗更加容易以及更加令人愉快，這些聲音可能也顯露關於創造經驗的公司的某些事。製造者、有目的與經驗的創造這些聲音軟件設計師和去市場的人和用往表達的一個看法某事他們自己實踐聲音商標。
另一個型式的聲音商標包含著組織的關係或音樂企業的非盈利音樂組織，例如音樂藝術家或者小組的或許保證人藝術家。比如一些公司在與他們完全無關的網站上的提供音樂自由下載。流行音樂歌曲抒情詩目前也與品牌隨聲附和一個公司口號、公司獨特的銷售的點或品牌價值的可論證性(而不是直接提及品牌/產品)。其中一個例子就是Pharrell Williams的在2005的歌「Can I Have It Like That」(featuring Gwen Stefani)，與漢堡王廣告「Have It Your Way」隨聲附和的合唱。

## 各地情况

### 美国
根据美国《兰哈姆法》，该法允许将任何声音注册为商标，只要申请人对其有使用权，并打算用于商业。不过，据《赫芬顿邮报》报道，如果只是想把声音用于商业，注册版权其实“要比注册商标更方便一些”。在美国，一些知名企业，如诺基亚、AT&T、思科、微软等提交的声音片段，尤其是诺基亚、苹果的预设铃声都已注册商标。

### 欧盟
根据2015年12月24日公布的《欧盟第2015/2424号条例》（根据《共同体商标条例》2009年编纂版修订）的第4条，允许声音作为可注册的标识。在此之前，旧《欧盟商标条例》第4条虽没有限制具体的可注册商标类型，但受限于“图示表示”的强制性要求，使得诸如声音、颜色商标的可注册性和注册条件成为实践中的争议焦点。

### 澳大利亚
根据1995年澳大利亚修订的《商标法》，允许声音作为商标注册。但澳大利亚商标注册局会考虑声音是否具有独特性和可识别性，比如摩托车惯常的轰鸣声，就不能单独作为某个摩托车品牌的独特声音商标。

### 中华人民共和国
在1982年版、1993年版、2001年版《中华人民共和国商标法》中，没有规定声音可以注册为商标进行保护，故声音暂不能作为商标使用。2013年8月30日，第十二届全国人民代表大会常务委员会第四次会议通过新版《商标法》，规定声音可以注册为商标。
根据新版《商标法》规定，自2014年5月1日起，中国商标局开始受理和审查声音商标。由于5月1日为劳动节假期，故在劳动节假期结束后的5月4日，才开始受理和审查声音商标。而商标局还专门出台了《声音商标形式和实质审查标准（试行）》。根据《标准》，商标局需按照法定程序和标准进行声音商标的审查，对于符合法律规定的声音商标，予以注册保护。中国国际贸易促进委员会指出，截至2016年11月，新《商标法》实施后，商标局开始受理和审查声音商标的申请量接近400件（在中国，由于注册的商标只能对应一个分类号，因此实际申请的案例数要比该数字少），一些消费者耳熟能详的旋律，如恒源祥的“羊羊羊”、太阳神企业主题曲开头旋律“当太阳升起的时候”，腾讯QQ信息提示音“滴滴滴滴”、QQ朋友上线提示音“咚咚咚”、微信摇一摇的声音等均提交了注册申请。中国商标局商标检索系统显示，第一件申请的声音商标为奇虎360的“嗖”声，不过申请已经被驳回。截至2016年6月，实际获准注册的声音商标仅有8例，其中第一例是中国国际广播电台的台呼，其余分别是尤妮佳公司申请的“SOFY”（苏菲）声音商标（这也是境外申请主体在中国注册的首例声音商标）、小霸王公司（实际由广东益华集团投资有限公司申请）的“望子成龙小霸王”（成龙配音）、英特爾公司申请的「Intel inside」商标、诺基亚公司申请的諾基亞之歌、二十世纪福斯电影公司申请的电影开场曲、雅虎公司申请的“Yahoo”声，以及中央人民广播电台申请的《小喇叭》开始曲。

### 香港
2003年4月，香港的《商标法例》进行了修订。根据新法例，允许申请主体在香港注册声音商标。2007年7月27日，香港商标注册处在其商标审查的内部工作手册中专设了一个章节，对声音商标的注册程序做出了详细的规定，指出申请声音商标注册时，描述声音商标的材料要清晰、明确、独立、客观、且能持续一段时间，要让人容易识别和理解。

### 中华民国（台湾）
根据2003年11月29日起施行的中华民国《商标法》，允许聲音作为商標注册。截至2016年3月，台湾已註冊的聲音商標有49件。

### 日本
日本于2014年3月在内阁会议上通过《商标法》修正案，经国会审议后于2015年4月1日起实施。新法实施一周内，已有140件声音商标提交了申请。

## 來源

### 引用
1. 1 2 3  . 每日经济新闻. 2016-12-07  [2017-06-02]. （原始内容存档于2021-05-09）.
2. ↑  . 国家知识产权局. 2017-04-05  [2017-06-02].[永久]
3. ↑  . 央广网. 2016-12-07  [2017-06-02].
4. 1 2  . 中国工商报. 2015-06-16  [2017-06-02].[永久]
5. ↑  . 中华商标协会. 2008-05-13  [2017-06-02]. （原始内容存档于2021-05-09）.
6. ↑  . 中央通讯社. 2016-03-05  [2017-06-02]. （原始内容存档于2017-07-04）.
7. ↑  . 国家知识产权局（原载共同社）. 2015-04-07  [2017-06-02].[永久]

## 外部連結
- 特殊商標介紹之聲音商標[永久]